# Рыспеков, Дастан Адаевич
Дастан Адаевич Рыспеков (каз. Дастан Адайұлы Рыспеков; род. 23 июня 1984 года, Джезказган, Джезказганская область, Казахская ССР) — казахстанский государственный деятель. Аким Улытауской области (с 9 октября 2024 года).

## Биография
Окончил в 2005 году Казахский национальный университет им. аль-Фараби по специальности «Государственное и местное управление», в 2008 году — Алматинскую юридическую академию КазГЮУ по специальности «Юриспруденция», 2022 году магистратуру Академии государственного управления при Президенте Республики Казахстан.
В 2006—2007 годах — главный специалист отдела прогнозов и поступлений Департамента экономики и бюджетного планирования города Алматы.
В 2007—2013 годах — начальник отдела экономической политики и отраслевого планирования, начальник сводного отдела экономического планирования управления экономики и бюджетного планирования города Алматы, начальник отдела планирования, отчётности и информатизации ревизионной комиссии по городу Алматы.
С марта 2013 года по октябрь 2015 года — заместитель руководителя управления экономики и бюджетного планирования города Алматы.
С октября 2015 года по июнь 2016 года — заведующий сектором планирования и мониторинга отдела планирования, анализа и отчетности Счётного комитета по контролю за исполнением республиканского бюджета.
С июня 2016 года по сентябрь 2018 года — директор Департамента бухгалтерского учета и отчетности Акционерного общества «НК „Астана ЭКСПО-2017“».
С сентября 2018 года по 2019 год — руководитель Управления предпринимательства, торговли и туризма Павлодарской области.
С апреля 2019 года по февраль 2020 года — директор Департамента экономики и бюджетного планирования АО «НК „Астана ЭКСПО-2017“».
С февраля 2020 года по август 2023 года — председатель Комитета индустрии туризма Министерства культуры и спорта Казахстана.
С августа 2023 года по март 2024 года — заместитель акима Улытауской области.
С марта 2024 года по октябрь 2024 года — государственный инспектор Администрации Президента Республики Казахстан.
С 9 октября 2024 года — аким Улытауской области.